# Yunnan Baiyao Group
Yunnan Baiyao Group («Юньнань Байяо Груп») — китайская фармацевтическая компания. Штаб-квартира находится в городе Куньмин (административный центр провинции Юньнань). В списке крупнейших публичных компаний мира Forbes Global 2000 за 2021 год заняла 1243-е место (1939-е по размеру выручки, 809-е по чистой прибыли, 848-е по рыночной капитализации).

## История
Основным продуктом компании является «Байяо» — препарат, разработанный в 1902 году врачом в Куньмине на основе трав, используемых в традиционной китайской медицине; считается, что он ускоряет заживление ран и обладает антисептическими свойствами. В 1971 году для промышленного производства «Байяо» была построена фабрика, из которой возникла компания Yunnan Baiyao. В 1990-х годах популярность «Байяо» начала падать в пользу более современных препаратов, для реорганизации компании в 1999 году её главой был назначен Ван Минхой, под руководством которого был значительно расширен ассортимент товаров с применением «Байяо»: появились зубная паста, мыло, шампуни, кремы, аэрозоли, лейкопластыри и др. Продажи Yunnan Baiyao начали быстро расти, чему способствовала государственная программа возрождения интереса к традиционной китайской медицине.

## Деятельность
Основные подразделения.:
- Фармацевтика — анальгетики, противовоспалительные и другие препараты;
- Товары для здоровья — производство зубной пасты и других средств гигиены;
- Традиционная китайская медицина — растительные экстракты и другие средства;
- Коммерция — взаимодействие с розничной торговлей.

Yunnan Baiyao Group подвергалась критике за использование для изготовления препаратов частей животных, находящихся под угрозой вымирания, в частности панголинов.